# أليكساندر سير
أليكساندر سير هو سياسي كندي، ولد في 12 نوفمبر 1922 في Gaspésie–Îles-de-la-Madeleine ‏ في كندا، وتوفي في 17 أغسطس 2006 في أوتاوا في كندا. نشط حزبياً في الحزب الليبرالي الكندي. وقد انتخب عضو مجلس العموم الكندي.